# NGC 615
NGC 615 este o galaxie spirală situată în constelația Balena. A fost descoperită în 10 ianuarie 1785 de către William Herschel. De asemenea, a fost observată încă o dată de către John Herschel și în 7 septembrie 1855 de către Heinrich Louis d'Arrest.